# AN/ALQ-214
Das AN/ALQ-214 (JETDS-Bezeichnung) ist ein luftgestütztes System für Elektronische Gegenmaßnahmen auf mittlere bis kurze Entfernung. Es wird von dem US-Konzern ITT und dem britischen Unternehmen BAE Systems produziert.

## Beschreibung
Das ALQ-214, auch „Integrated Defensive Electronic Countermeasures“ (IDECM) genannt, wurde entworfen, um radargesteuerte Lenkwaffen aller Art zu stören, wobei dies auch Waffen mit passiver Radaransteuerung und „home-on-jam“ Technik mit einbezieht. Es ist für den Selbstschutz gedacht und wird in die Flugzeugzelle der Trägerplattform eingebaut.
Anfangs war das System mit drei AN/ALE-50-Schleppködern ausgestattet, wobei seit 2006 der AN/ALE-55-Köder verwendet wird. Dieser wird im Falle eines Angriffs ausgestoßen und an einem Glasfaserseil in einiger Distanz hinter dem Flugzeug hergeschleppt. Der Köder kann entweder als Sender für die Elektrischen Gegenmaßnahmen fungieren und so Raketen mit „home-on-jam“-Technik (z. B. AIM-120 AMRAAM oder Wympel R-77) unschädlich machen, oder als Radarköder, welcher mithilfe eines speziellen Radarsystems aktiv radargelenkten Waffen ein größeres und attraktiveres Ziel bietet als das Trägerflugzeug. Das ALQ-214 kann auch über Transmitter am Trägerflugzeug Störsignale senden, während das ALE-55 ebenfalls im Stör- oder Ködermodus arbeitet. Des Weiteren ist das System mit dem AN/ALE-47-Täuschkörper-Werfer verbunden, um feindliche Lenkwaffen gezielt mit Radar- und Infrarottäuschkörpern zusätzlich zu verwirren. Die Software ist in C++ geschrieben.
Das System befindet sich seit 2003 im Dienst, wobei der Stückpreis bei ca. 1,7 Mio. US-Dollar liegt. Inzwischen sind mindestens 57 Einheiten ausgeliefert worden, wobei die Produktion auch weiterhin im Gange ist.

## Plattformen
- F-15C Eagle
- F-15E Strike Eagle
- F-16 Fighting Falcon
- McDonnell Douglas F/A-18
- B-1B Lancer
- C-130 Hercules

## Technische Daten
- Gewicht: 134 kg
- Frequenzbereich: 1–35 GHz
- Bandbreite: 1,44 GHz
- Reaktionszeit: 0,1–0,25 Sekunden
- Messgenauigkeit: ± 0,5–20 MHz
- Minimale Pulslänge: 100 ns
- Auflösung: 5 MHz
- Energiebedarf: 3,48 kW
- MTBF: 600 Stunden (erwartet)

## Nutzer
- Australien
- Vereinigte Staaten